# ジェイ・フォード
ジェイ・フォード（Jay Ford、1983年11月24日 - ）は、オーストラリア出身の騎手である。趣味は、テニス、ゴルフ他スポーツ全般。

## 来歴
父親が競走馬を数頭所有していたことから、幼少の頃から馬に興味を持つようになり、よく父親に連れられて厩舎や競馬場に行っていた。 
2001年1月、ニューサウスウェールズ州ケンブラグランジ競馬場で騎手デビューし、3月に初勝利をあげる。その後はシドニー地区を拠点とする。
2003/2004シーズンに、シドニー地区の見習騎手リーディング1位を獲得。 
2004/2005シーズン、テイクオーバーターゲットでサリンジャーステークスを制し、初のGI制覇を成し遂げる。
2005/2006シーズンはニューサウスウェールズ州で通算58勝、そのうちシドニー地区では29勝をあげ、リーディング12位となった。
2006年、グローバル・スプリント・チャレンジの第20回セントウルステークス及び第40回スプリンターズステークスに出走するテイクオーバーターゲットと共に初来日を果たす。中央競馬（JRA）初騎乗となったセントウルステークスでは2番人気だった同馬で2着、スプリンターズステークスでは1番人気に支持に応え見事JRA初勝利をGIで飾った。同時にグローバル・スプリント・チャレンジ総合優勝も確定した。22歳10カ月で同レース制覇は1990年にバンブーメモリーで制した武豊騎手の21歳9カ月に次ぐ2番目の年少記録となった。
2008年にはオーストラリアからシンガポールに移籍したMichael Freedman調教師と契約、シンガポールを中心として騎乗していた。

## 主な騎乗馬
- テイクオーバーターゲット（2006年ライトニングステークス、キングズスタンドステークス、スプリンターズステークスなど）